# Movits!
 (mai 2011).
Si vous disposez d'ouvrages ou d'articles de référence ou si vous connaissez des sites web de qualité traitant du thème abordé ici, merci de compléter l'article en donnant les références utiles à sa vérifiabilité et en les liant à la section « Notes et références ».

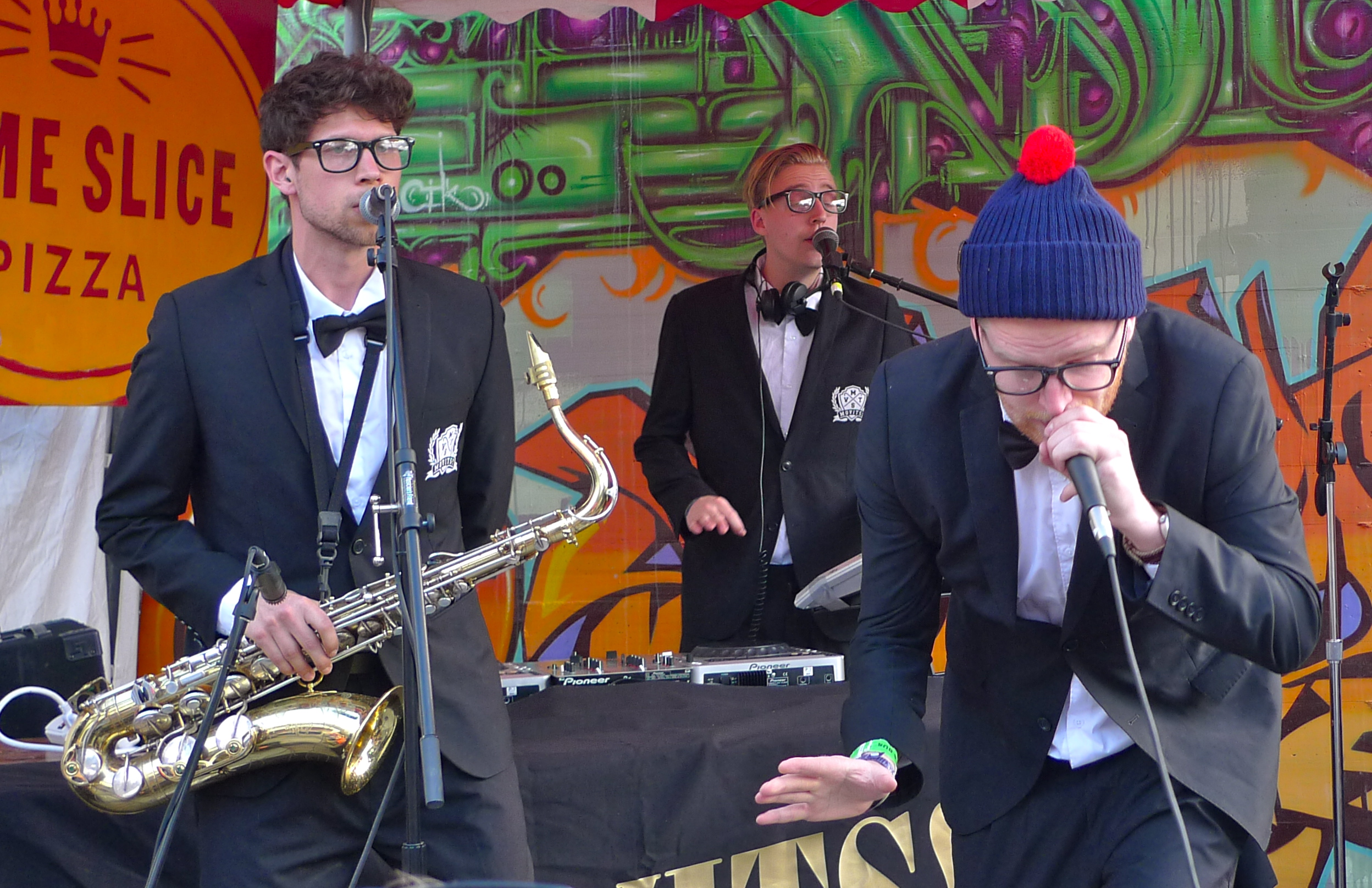
Movits! au festival South by Southwest 2010.

Movits!  est un groupe suédois de hip-hop. Le groupe joue un mélange de swing et de rap. Leur premier album Äppelknyckarjazz, traduit littéralement comme le « jazz chipeur de pommes », a été publié en novembre 2008 et reconnu[Quoi ?] par le journal national suédois Dagens Nyheter.
Le nom Movits! est une allusion à Fader Movitz, un personnage des Épitres de Fredman (en) du poète et compositeur suédois Carl Michael Bellman (1740-1795).
Le groupe a remplacé le dernier caractère du nom z par un s, pour éviter d'être associé avec des groupes suédois jouant de la musique dansband (terme suédois désignant des groupes musicaux des années 1970), comme Lasse Stefanz (en), Svänzons ou Larz-Kristerz (en).

## Historique
Le 27 juillet 2009, Movits! a été présenté dans la nouvelle émission satirique américaine, The Colbert Report. Le groupe a été interrogé puis a exécuté sa chanson Fel Av Del Gården. Dans son émission du 30 juillet 2009, Stephen Colbert a expliqué que Äppelknyckarjazz (album du groupe Movits!) avait récemment gagné une grande popularité sur Amazon.com. L'apparition du groupe dans son programme a été un vecteur important de ce gain de popularité soudain.

## Membres
Le groupe est composé des frères Johan Jivin (chant) et Anders Rensfeldt (multi-instrumentiste et DJ) et du saxophoniste Joakim Nilsson.

## Discographie

### Albums
- 2008 : Äppelknyckarjazz
- 2011 : Ut Ur Min Skalle (Out of my Head)

### Singles
- 2007 : Swing för hyresgästföreningen
- 2008 : Äppelknyckarjazz
- 2008 : Fel del av gården
- 2009 : Ta på dig dansskorna
- 2011 : Sammy Davis Jr